# Youssef El Motie
Youssef El Motie (en arabe : يوسف المطيع), né le 16 décembre 1994 à Casablanca (Maroc), est un footballeur marocain. Il évolue au poste de gardien de but au sein du club du Wydad AC.

## Biographie

### Débuts et formation au TAS (2018-2020)
Youssef El Motie commence sa carrière au Widad Témara, puis rejoint les rangs du TAS de Casablanca évoluant en D2 marocaine. Faisant ses débuts professionnels lors de la saison 2018-2019, il remporte lors de cette saison la Coupe du Maroc après une finale remportée contre le HUS Agadir au Stade d'honneur d'Oujda sous la houlette de l'entraîneur Noureddine Arid (victoire, 2-1),. À la suite de ce sacre, son club est automatiquement qualifié à la Coupe de la confédération pour la saison qui suit.
Le 23 août 2019, El Motie décide de se retirer du football et attribue cela à des raisons financières et morales, alors qu'il n'a que 24 ans. En conflit avec le président du club, Abderezzak al-Manfalouti, pour ne pas avoir reçu ses cotisations financières, il trouve une occasion de quitter une mauvaise sphère lors du mercato hivernal de la saison 2019-2020 après l'intérêt de plusieurs clubs de première division au Maroc[réf. nécessaire].

### SC Chabab Mohammédia (2020-2023)
Le 29 novembre 2020, il signe un contrat de quatre saisons au Chabab Mohammédia et s'y engage en tant que premier gardien sous la houlette de l'entraîneur Mohamed Amine Benhachem. Son concurrent direct est alors le jeune espoir El Mehdi Al Harrar formé dans le club.
Le 2 janvier 2021, il dispute son premier match avec le club à l'occasion d'un match de Coupe du Maroc contre le Rachad Bernoussi (victoire, 1-0). Le 25 avril 2021, il dispute son premier match en première division marocaine contre le Youssoufia Berrechid (défaite, 0-1). Il termine sa première saison dans le club à la dixième place du classement du championnat.

### Wydad AC (depuis 2023)
Le 22 août 2022, il s'engage pour quatre saisons au Wydad AC sous la houlette de Mehdi Nafti. Il devient le deuxième gardien titulaire après l'international marocain Reda Tagnaouti. El Motie hérite ainsi du no 32.
Alors que ce dernier se blesse gravement au niveau de la cheville, Youssef El Motie est contraint d'enfiler les gants et est titularisé pour la première fois à l'occasion de la 10e journée, le 5 janvier 2023 contre son club précédent, le Chabab Mohammédia (défaite, 1-2).
Le 29 avril 2023, il est l'auteur d'une remarquable prestation en qualifiant son équipe en demi-finale de la Ligue des champions contre le Simba SC grâce à de multiples arrêts décisifs et la séance des penaltys,. En pleine phase de changement d'entraîneur avec la venue de Sven Vandenbroeck, il parvient à se qualifier en finale de la Ligue des champions le 20 mai 2023 après un match nul retour de 2-2 en étant titularisé face au Mamelodi Sundowns FC au Loftus Versfeld Stadium en Afrique du Sud. Alors que le Wydad AC impressionne en Ligue des champions, El Motie déclare en interview : « Devenir le gardien n°1 du Wydad est un grand challenge pour moi. Je suis conscient que l’équipe joue sur plusieurs fronts et est déterminée à rafler des titres. Nous travaillons ardemment pour être à la hauteur des espérances de nos supporters. ». La finale aller-retour est perdue contre l'Al Ahly SC le 11 juin 2023,.
Le Wydad AC ne se console pas et termine également vice-champion du championnat local, donnant ainsi le sacre à l'AS FAR,. En fin de saison, alors que son concurrent Reda Tagnaouti est complètement rétabli de sa blessure, le nouvel entraîneur Adil Ramzi mise définitivement sur Youssef El Motie en poussant son ancien gardien vers la porte de sortie.

### Carrière internationale
Alors que les rumeurs fusent au sein de la presse marocaine, le 26 mai 2023, il figure pour la première fois sur la liste de Walid Regragui pour prendre part aux matchs contre le Cap-Vert et l'Afrique du Sud en juin 2023 avec l'équipe du Maroc,,. Il devient alors le quatrième gardien dans la hiérarchie de cette liste après Yassine Bounou, Munir El Kajoui et Mehdi Benabid. Le gardien fait alors deux apparitions sur le banc pendant 90 minutes. Après cette convocation, il déclare plus tard en interview : « Ma convocation en sélection me rend plus confiant vu que je vais jouer aux côtés de grands gardiens comme Yassine Bounou et Munir. Je suis tellement fier et honoré de faire partie d’un groupe qui a écrit l’histoire. La meilleure génération. ».
Le 31 août 2023, il reçoit une deuxième convocation de Walid Regragui pour des matchs contre le Liberia à Agadir et le Burkina Faso à Lens en septembre 2023,. Le match contre le Liberia est annulé et reporté à la suite du seisme du Maroc,. Cependant, le deuxième match prévu en amical contre le Burkina Faso est maintenu et joué au Stade Bollaert-Delelis de Lens,. Lors de ce match, il laisse place au gardien numéro un Yassine Bounou (victoire, 1-0),.
En décembre 2023, il est présélectionné par Walid Regragui dans une liste de 55 joueurs pour disputer la CAN 2024 en Côte d'Ivoire.

## Statistiques

### En club
| Saison                | Club                  | Championnat           | Championnat | Championnat | Coupe(s) nationale(s) | Coupe(s) nationale(s) | Compétition(s) continentale(s) | Compétition(s) continentale(s) | Compétition(s) continentale(s) | Maroc | Maroc | Total | Total |
| Saison                | Club                  | Division              | M.          | B.          | M.                    | B.                    | Comp.                          | M.                             | B.                             | M.    | B.    | M.    | B.    |
| 2020-2021             | SCC Mohammédia        | Botola Pro            | 15          | 0           | 2                     | 0                     | -                              | -                              | -                              | -     | -     | 17    | 0     |
| 2021-2022             | SCC Mohammédia        | Botola Pro            | 27          | 0           | -                     | -                     | -                              | -                              | -                              | -     | -     | 27    | 0     |
| Sous-total            | Sous-total            | Sous-total            | 42          | 0           | 2                     | 0                     | -                              | -                              | -                              | -     | -     | 44    | 0     |
| 2022-2023             | Wydad AC              | Botola Pro            | 12          | 0           | 2                     | 0                     | C1                             | 10                             | 0                              | 0     | 0     | 24    | 0     |
| 2023-2024             | Wydad AC              | Botola Pro            | 1           | 0           | -                     | -                     | C1                             | -                              | -                              | -     | -     | 1     | 0     |
| Sous-total            | Sous-total            | Sous-total            | 13          | 0           | 2                     | 0                     | -                              | 10                             | 0                              | 0     | 0     | 25    | 0     |
| Total sur la carrière | Total sur la carrière | Total sur la carrière | 55          | 0           | 4                     | 0                     | -                              | 10                             | 0                              | 0     | 0     | 69    | 0     |

## Palmarès
Youssef El Motie est sacré lors de sa première saison professionnelle de sa carrière avec la Coupe du Maroc de l'édition 2019, grâce à une victoire contre le HUS Agadir. Après un passage au palmarès néant au SC Chabab Mohammédia, il signe au Wydad AC, dispute la Supercoupe de la CAF en 2022, atteint la finale de la Ligue des champions en 2023. 
 TAS de Casablanca
- Coupe du Maroc (1)
  - Vainqueur : 2019

 Wydad AC
- Botola Pro1
  - Vice-champion : 2022–23
- Ligue des champions de la CAF
  - Finaliste : 2023
- Supercoupe d'Afrique
  - Finaliste : 2022
- Ligue africaine de football
  - Finaliste : 2023

## Vie privée

### Humanitaire
Le 9 septembre 2023, alors qu'il se trouve à Agadir, il se présente exclusivement à l'hôpital avec ses coéquipiers de la sélection marocaine pour un don de sang pour les blessés du séisme au Maroc,,.